# De Burgers van Calais

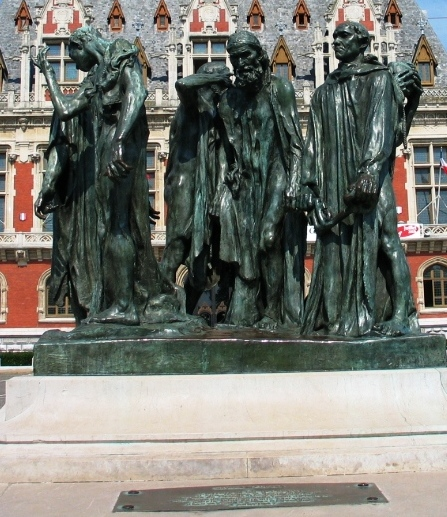
De burgers van Calais voor het stadhuis van Calais

De Burgers van Calais (les Bourgeois de Calais) is een bronzen beeldhouwwerk dat zes personen uitbeeldt. Het is een van de bekendste werken van Auguste Rodin, afgewerkt in 1888. Er zijn er twaalf van gegoten. Ze staan onder andere in Calais, in Parijs in het Musée Rodin, in Londen in de Victoria Tower Gardens, in Kopenhagen en in Mariemont. In het museum voor schone kunsten te Calais zijn ook een aantal voorstudies te bewonderen. Het Koninklijk Museum voor Schone Kunsten Antwerpen is in het bezit van een bronzen exemplaar van Pierre de Wissant, een van de zes burgers.
Het beeldhouwwerk heeft de Duitse schrijver Georg Kaiser geïnspireerd tot het schrijven van het toneelstuk 'Die Bürger von Calais'.

## Geschiedenis

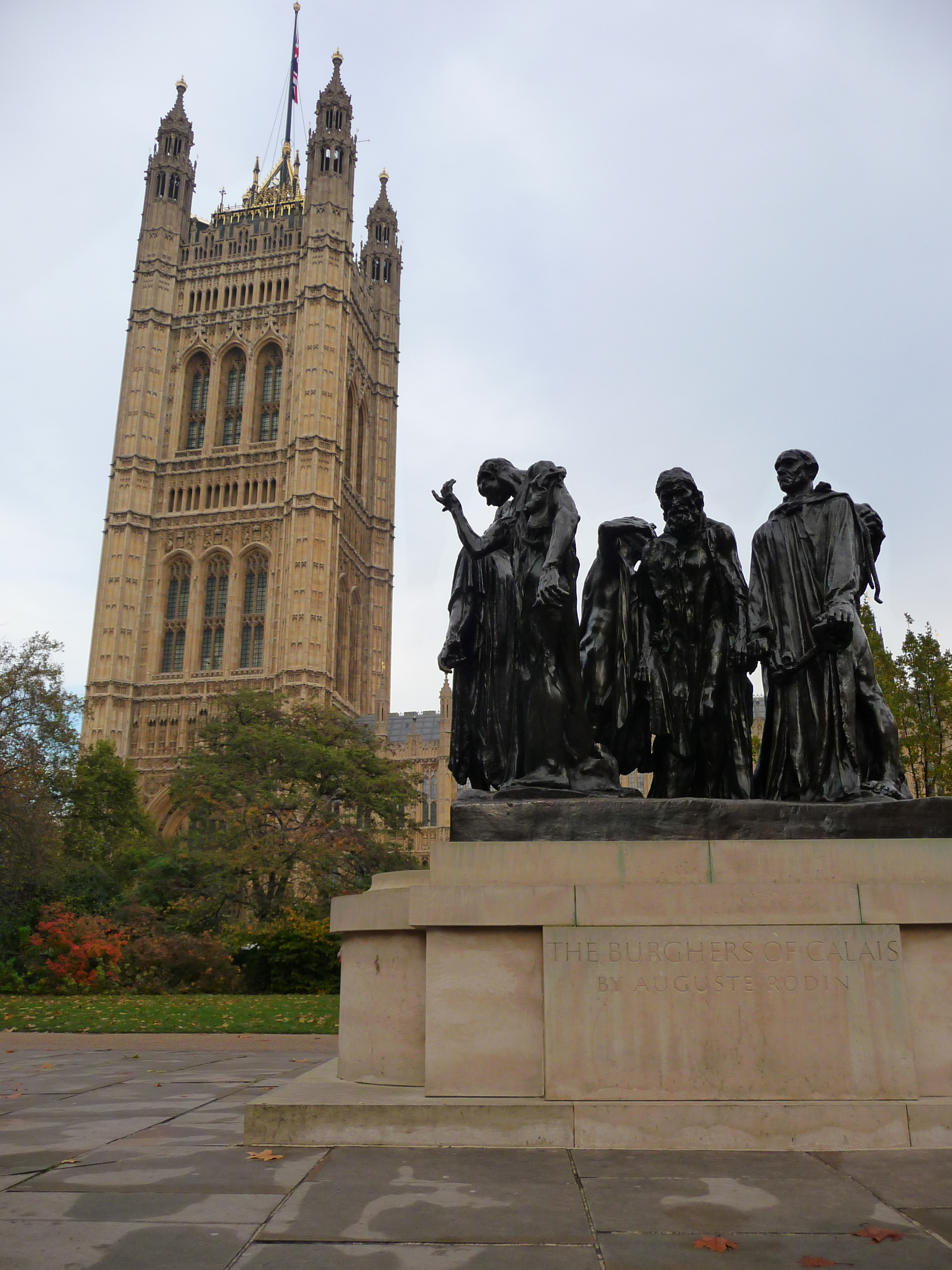
Een van de twaalf versies in het park naast Westminster in Londen

Hoewel nog volop worstelend met de onoverkomelijke moeilijkheden bij de constructie van zijn Porte de l'Enfer, werkt de Franse beeldhouwer Auguste Rodin van 1886 tot 1888 aan een nieuwe openbare opdracht van het stadsbestuur van Calais. Het wordt Les bourgeois de Calais en de opdracht luidt: De herinnering aan een heldhaftige actie vereeuwigen.
Rodin neemt hierbij de gelegenheid te baat om het aan te knopen met de wereld van de middeleeuwen, die hem erg fascineert. Geïnspireerd door de Chroniques van Froissart, groepeert de meester de zes burgers, blootsvoets en met een boetekleed, als incarnatie van het menselijke lijden, waarbij hij uitdrukking en anatomie van elk analyseert in functie van hun leeftijd en hun karakter. De suggestieve kracht, die van de groep uitgaat, is overweldigend. Het beeld is geheel in het brons.
In tegenstelling tot de huidige presentatie, was het oorspronkelijk Rodins bedoeling zijn schepping te plaatsen op een voetplaat van slechts 25 cm hoogte, zodat de burgers als het ware tussen de voetgangers op de markt zouden lopen.

## Historisch motief
Het kunstwerk beeldt een fase uit de Honderdjarige Oorlog uit naar het relaas van Jean Froissart, die zich baseerde op Jean le Bel. Calais werd in 1347 na een elf maanden durend beleg gedwongen tot overgave wegens de grote hongersnood in de stad. Koning Edward III was geërgerd door het kostbare tijdsverlies en wilde de inwoners alleen sparen als de zes belangrijkste burgers hem de sleutels van de stad zouden overhandigen, blootsvoets, met onbedekte hoofden en met een strop om hun nek, om daarna meteen gehangen te worden. Ontroerd door de zelfopoffering van de mannen, die in niets anders dan hun hemd waren gekleed, wierp koningin Filippa van Henegouwen zich aan de voeten van haar man en smeekte hem hun leven te sparen, wat dan ook gebeurde.

## Originele gietingen
- Calais, place de l'hôtel de ville, 1895. 50° 57′ 9″ NB, 1° 51′ 13″ OL
- Kopenhagen, Ny Carlsberg Glyptotek, 1903.
- Mariemont (België), Musée Royal, 1905.
- Londen, Parlementsgebouw, Gieting 1908, Tentoonstelling 1915.
- Philadelphia, Rodin Museum, Gieting tussen 1919 en 1922, tentoonstelling 1925.
- Parijs, Musée Rodin, Gieting 1926, Schenking aan museum in 1955.
- Bazel, Kunstmuseum, Gieting 1943, Tentoonstelling 1948.
- Washington, D.C., Hirshhorn Museum and Sculpture Garden, Gieting 1943, tentoonstelling 1966.
- Tokio, Nationaal museum voor westerse kunst, Gieting 1953, tentoonstelling 1959.
- Pasadena, Norton Simon Museum of Art, 1969.
- New York, The Metropolitan Museum of Art, Gieting 1985, tentoonstelling 1989.
- Seoel, Rodin-Galerie, 1995.

In juni 1939 verwierf Museum Boymans Van Beuningen in Rotterdam het ontwerp voor een van de figuren van het beeld.

## Drama van Kaiser
De Duitse schrijver Georg Kaiser heeft het verhaal van 'De burgers van Calais' verwerkt tot een drama met de titel 'Die Bürger von Calais'. Georg Kaiser schreef het toneelstuk naar aanleiding van Rodins beeldengroep in 1912/1913. Het uiteindelijke werk werd in 1914 voltooid en voor het eerst opgevoerd in het 'Neue Theater' van Frankfurt am Main. Het stuk, dat geregisseerd werd door Arthur Hellmer, was een groot succes en zorgde voor de grote doorbraak van Kaiser. Vandaag de dag is 'Die Bürger von Calais' veelgelezen schoolliteratuur.
Het theaterstuk is een schoolvoorbeeld van het expressionistische drama in het Duitse taalgebied. De boodschap, dat de redding van Calais slechts door een zelfoffer geschieden kan, in plaats van door zinloze weerstand door alle burgers, komt overeen met de expressionistische kritiek op het 'Bürgertum' en de massamaatschappij ten tijde van het Duitse Keizerrijk onder Wilhelm II.